# Nino Crisman
Nino Crisman, all'anagrafe Ettore Krisman (Trieste, 27 ottobre 1911 – Roma, 15 novembre 1983), è stato un attore e produttore cinematografico italiano.

## Biografia
Nato a Trieste, dopo essersi laureato in economia e commercio, entra all'Accademia Navale di Livorno, per uscirne con il grado di ufficiale, ma l'attrazione per il mondo dello spettacolo lo spinge ad entrare, a Roma, al Centro Sperimentale di Cinematografia, per seguire i corsi di recitazione diplomandosi nel 1938.
Sarà Mario Camerini a farlo recitare nel suo primo film nel 1939, nella pellicola I grandi magazzini, primo di una lunga serie di film che lo terranno sui set cinematografici per circa venticinque anni.
Nei primi anni cinquanta, accanto alla professione di attore, inizia ad occuparsi anche come organizzatore della produzione cinematografica, ed anche come produttore per conto di alcune imprese come la Napoleone Cinematografica, o Film Napoleon, e la Castoro Film, con le quali realizza diverse pellicole.

## Vita privata
Si sposò con l'attrice e Miss Italia 1946, Rossana Martini.

## Filmografia

### Attore
- La conquista dell'aria, regia di Romolo Marcellini (1939)
- I grandi magazzini, regia di Mario Mattoli (1939)
- Retroscena, regia di Alessandro Blasetti (1939)
- Dora Nelson, regia di Mario Soldati (1939)
- L'uomo del romanzo, regia di Mario Bonnard (1940)
- Arditi civili, regia di Domenico Gambino (1940)
- Il ponte dei sospiri, regia di Mario Bonnard (1940)
- La gerla di papà Martin, regia di Mario Bonnard (1940)
- L'assedio dell'Alcazar, regia di Augusto Genina (1940)
- Caravaggio, il pittore maledetto, regia di Goffredo Alessandrini (1941)
- L'ultimo combattimento, regia di Piero Ballerini (1941)
- Pia de' Tolomei, regia di Esodo Pratelli (1941)
- Brivido, regia di Giacomo Gentilomo (1941)
- La fuggitiva, regia di Piero Ballerini (1941)
- Divieto di sosta, regia di Marcello Albani (1941)
- Voglio vivere così, regia di Mario Mattoli (1942)
- M.A.S., regia di Romolo Marcellini (1942)
- I due Foscari, regia di Enrico Fulchignoni (1942)
- Malombra, regia di Mario Soldati (1942)
- Due cuori, regia di Carlo Borghesio (1943)
- Macario contro Zagomar, regia di Giorgio Ferroni (1944)
- Peccatori, regia di Flavio Calzavara (1945)
- I contrabbandieri del mare, regia di Roberto Bianchi Montero (1948)
- Se fossi deputato, regia di Giorgio Simonelli (1949)
- Le due madonne, regia di Enzo Di Gianni e Giorgio Simonelli (1949)
- I peggiori anni della nostra vita, regia di Mario Amendola (1949)
- Turri il bandito, regia di Enzo Trapani (1950)
- Io sono il Capataz, regia di Giorgio Simonelli (1950)
- Angela, regia di Edoardo Anton e Dennis O'Keefe (1954)
- X 3 operazione dinamite (Le Feu aux poudres), regia di Henri Decoin (1957)
- Il diavolo nero, regia di Sergio Grieco (1957)
- La vita agra, regia di Carlo Lizzani (1964)
- La guerra segreta (The Dirty Game), regia di Christian-Jaque, Werner Klingler, Carlo Lizzani e Terence Young (1965)
- El Greco, regia di Luciano Salce (1966)
- Banditi a Milano, regia di Carlo Lizzani (1968)

### Produttore
- I sette nani alla riscossa, regia di Paolo William Tamburella (1951)
- Il maestro di Don Giovanni, regia di Milton Krims (1954)
- Le bellissime gambe di Sabrina, regia di Camillo Mastrocinque (1959)
- Brevi amori a Palma di Majorca, regia di Giorgio Bianchi (1959)
- Mani in alto, regia di Giorgio Bianchi (1961)
- Liolà, regia di Alessandro Blasetti (1963)
- La vita agra, regia di Carlo Lizzani (1964)
- Svegliati e uccidi, regia di Carlo Lizzani (1966)
- Seduto alla sua destra, regia di Valerio Zurlini (1968)
- Rosolino Paternò, soldato, regia di Nanni Loy (1970)
- Roma bene, regia di Carlo Lizzani (1971)
- Joe Valachi - I segreti di Cosa Nostra, regia di Terence Young (1972)
- Le guerriere dal seno nudo, regia di Terence Young (1973)
- Crazy Joe, regia di Carlo Lizzani (1974)